# Trưởng Tôn Vô Kỵ
Trưởng Tôn Vô Kị (chữ Hán: 長孫無忌; 594 - 659), biểu tự Phù Cơ (辅机), là đại công thần trong triều đại nhà Đường trải qua ba đời Hoàng đế nhà Đường, từ Đường Cao Tổ Lý Uyên, Đường Thái Tông Lý Thế Dân tới Đường Cao Tông Lý Trị.
Trưởng Tôn Vô Kị là anh trai của Văn Đức Thuận Thánh Hoàng hậu Trưởng Tôn Vô Cấu, mẹ của Thái tử Lý Thừa Càn, Ngụy vương Lý Thái và Cao Tông Lý Trị. Xuất thân cao quý và địa vị hoàng thân quốc thích, Trưởng Tôn Vô Kỵ có vai trò rất lớn trong suốt thời gian trị vì của 3 vị Hoàng đế nhà Đường mà ông phục vụ, đặc biệt là trong Sự biến Huyền Vũ môn, giúp Đường Thái Tông Lý Thế Dân lên ngôi.
Vào cuối đời, ông không được tín nhiệm và hạ bệ bởi Hoàng hậu thứ hai của cháu ông, tức Võ Tắc Thiên.

## Thân thế
Trưởng Tôn Vô Kỵ người Hà Nam, Lạc Dương, xuất thân từ Hà Nam Trưởng Tôn thị (河南長孫氏) danh gia vọng tộc.
Gia tộc Trưởng Tôn có dòng dõi từ gia tộc Tiên Ti Bạt Bạt thị (拔拔氏), một trong Thất thập tính (室十姓) của hoàng tộc Bắc Ngụy. Sau khi Ngụy Hiếu Văn Đế hán hóa, gia tộc mới cải lại thành Trưởng Tôn thị. Suốt thời đại Bắc Ngụy, gia tộc Trưởng Tôn là một thế gia đầy kiêu hãnh. Tổ phụ Trưởng Tôn Hủy (长孙兕), giữ chức Khai phủ nghi Đồng tam ty thời Bắc Chu. Cha Trưởng Tôn Thịnh (長孫晟), giữ chức Hữu Kiêu vệ tướng quân thời nhà Tùy. Mẹ ông là dòng dõi hoàng tộc Bắc Tề, cháu gái Thanh Hà vương Cao Nhạc, con gái của Nhạc An vương Cao Kính Đức (高敬德) và là em gái của danh thần Cao Sĩ Liêm (高士廉).
Vào thời gian khi cha ông Trưởng Tôn Thịnh mất, ông cùng mẹ và em gái Trưởng Tôn thị bị anh cả không cùng mẹ là Trưởng Tôn An Nghiệp (長孫安業) đuổi ra khỏi nhà, không nơi nương tựa, đành phải đến nhà cậu là Cao Sĩ Liêm, cũng từ đây Vô Kị được cậu chăm sóc và cho ăn học. Sử sách ghì nhận, Trưởng Tôn Vô Kị vốn tính thông minh, văn sử đều làu, lại có bộ óc thông minh đầy mưu kế.
Vào cuối thời nhà Tùy, gia tộc họ Cao giúp đỡ Lý Uyên khuếch trương thanh thế, Vô Kỵ khi ấy rất thân với con thứ của Lý Uyên tên Lý Thế Dân, vừa vặn hợp tuổi nên cả hai trở thành bạn bè tâm giao rất ăn ý. Em gái ông do đó được mai mối, thành thân với Lý Thế Dân. Sau khi Lý Uyên lên ngôi, Lý Thế Dân khi đó đã là Tần vương (秦王), Trưởng Tôn Vô Kỵ yết kiến tại Trường Xuân cung được phong làm Bắc Đạo hành quân Điểm thiêm, về sau do có công phò tá được cất nhắc làm lang trung, lại được tấn được phong làm Thượng Đảng huyện công (上党县公). Từ đó Vô Kỵ trở thành một thành viên quan trọng của Thiên Sách phủ phụ tá Lý Thế Dân.

## Hiến kế ra tay
Năm Vũ Đức thứ 9 (626), Trưởng Tôn Vô Kỵ là một trong ba người, cùng Phòng Huyền Linh và Đỗ Như Hối, khuyên Tần vương Lý Thế Dân nên động thủ trước, trừ khử Thái tử Lý Kiến Thành và Tề vương Lý Nguyên Cát. Đó gọi là Sự biến Huyền Vũ môn.
Khi ấy, Tần vương Lý Thế Dân công lao hiển hách, khiến Thái tử Lý Kiến Thành e ngại, sợ Lý Thế Dân tranh đoạt vị trí của mình, nên cùng Tề vương Lý Nguyên Cát thường xuyên gây khó dễ cho Lý Thế Dân, những lúc bàn chuyện chính sự đều khiến Lý Thế Dân nơm nớp lo sợ. Phòng Huyền Linh nói với Vô Kị: "Nay hai vị điện hạ đã kết oán, một khi không thể vun vén ổn thỏa, không chỉ Tần vương phủ này giữ không nổi, mà còn ảnh hưởng đến căn cơ Đại Đường. Chi bằng hai ta khuyên bảo Tần vương, làm cái việc của Chu công, bình ổn tình thế.". Vô Kị đáp lại:"Ta cũng sớm có ý này, chỉ là vẫn luôn không dám nói, ngươi nói đang cùng ta tâm ý.".
Sau khi bàn bạc lại với Đỗ Như Hối, cả ba quyết định khuyên Tần vương Lý Thế Dân ra tay trước. Thế nhưng Lý Thế Dân vẫn thoái thác, việc vẫn chưa định.
Sau đó không lâu, Lý Kiến Thành hạch tấu Đường Cao Tổ, bắt trục xuất Phòng Huyền Linh và Đỗ Như Hối ra khỏi phủ, do đó mưu thần bên cạnh Lý Thế Dân chỉ còn lại Vô Kị. Thấy tình thế chuyển biến ngày càng xấu, Trưởng Tôn Vô Kị cùng cậu Cao Sĩ Liêm và Hầu Quân Tập, Uất Trì Kính Đức ngày đêm trù tính khuyên Lý Thế Dân hành động. Lúc này, Thái tử Lý Kiến Thành lấy danh nghĩa đột phá Đột Quyết, đề cử Tề vương Lý Nguyên Cát Bắc chinh, lại điều động quân của Tần vương Lý Thế Dân, là muốn nhân khi đưa tiễn phục binh triệt hạ Tần vương. Đến lúc này, Lý Thế Dân mới quyết, sai Vô Kị bí mật triệu hời Phòng Huyền Linh và Đỗ Như Hối.
Ngay tháng 6 năm ấy, Tần vương Lý Thế Dân phái Vô Kị, cùng Uất Trì Kính Đức, Hầu Quân Tập, Trương Công Cẩn (张公谨), Lưu Sư Lập (刘师立), Công Tôn Vũ Đạt (公孙武达), Độc Cô Ngạn Vân (独孤彦云), Đỗ Quân Xước (杜君绰), Trịnh Nhân Thái (郑仁泰) và Lý Mạnh Thường (李孟尝) phục kích tại Huyền Vũ môn, thành công giết chết Thái tử Lý Kiến Thành cùng Tề vương Lý Nguyên Cát.
Đường Cao Tổ hoảng hốt, lệnh sắc phong Tần vương Lý Thế Dân làm Thái tử, phong Trưởng Tôn Vô Kị làm Thái tử Tả thứ tử (太子左庶子).
Tháng 8 năm đó, Thái tử Lý Thế Dân lên ngôi, tức Đường Thái Tông. Ông lập Trưởng Tôn thị làm Hoàng hậu, còn Trưởng Tôn Vô Kị được phong tả Vũ hầu Đại tướng quân (左武侯大将军). Khi biết sự biến chấn động, Yên quận vương La Nghệ do ủng hộ Lý Kiến Thành đã bất bình, quyết định tại U Châu tạo phản, Vô Kị hành chức Hành quân Tổng quản, chinh phạt La Nghệ.

## Đường triều đại thần

### Tể tướng thời Thái Tông
Đầu năm Trinh Quán (627), Trưởng Tôn Vô Kỵ được xét công lao hàng đầu, thăng Thượng thư bộ Lại, tước Tề quốc công (齐国公), sau đổi thành Triệu quốc công (赵国公). Theo đó, gia thăng làm Thái tử Tả thứ tử, Tả Vũ Hậu đại tướng quân, Thượng thư Phó xạ, kiêm chức Tư không, một trong Tam công đầu triều. Quyền thế của Trưởng Tôn Vô Kỵ nhanh chóng đạt đến hiển quý.
Quyền cao chức trọng, nhưng Trưởng Tôn Vô Kỵ không lấy đó mà tự phụ, ngược lại ông lo sợ nếu mình nắm đại quyền quá cao, sẽ tạo sự nghi ngờ các phe cánh trong triều. Nhiều đại thần ám chỉ chuyện này đến Đường Thái Tông, nhưng Hoàng đế vẫn công khai tín nhiệm Vô Kỵ. Không lâu sau khi được thăng phong, bằng nhiều cách dâng sớ thoái lui, và thông qua em gái là Trưởng Tôn hoàng hậu, Trưởng Tôn Vô Kỵ cuối cùng cũng thuyết phục được Đường Thái Tông. Hoàng đế chỉ giữ lại danh hiệu Khai phủ nghi Đồng tam ty (開府儀同三司), tước hiệu Triệu quốc công và chức vị Tư không của ông. Trinh Quán năm thứ 11 (637), ông theo lệnh cùng Phòng Huyền Linh soạn Trinh Quán luật (贞观律).
Năm Trinh Quán thứ 17 (643), họa các công thần tổng 24 người vào Lăng Yên các, Trưởng Tôn Vô Kỵ được xếp thứ nhất. Cùng năm ấy, Thái tử Lý Thừa Càn mưu phản, bị phế. Đường Thái Tông Lý Thế Dân muốn thay Trữ vị, triệu Trưởng Tôn Vô Kỵ, Phòng Huyền Linh và Lý Tích mật nghị. Khi ấy, Đường Thái Tông có lý lập Ngô vương Lý Khác lên thay, nhưng Trưởng Tôn Vô Kỵ hết sức phản đối. Vì thế, Hoàng đế bèn chọn Tấn vương Lý Trị làm Hoàng thái tử.

### Phụ chính thời Cao Tông
Năm Trinh Quán thứ 23 (649), Đường Thái Tông băng hà tại Thúy Vi cung (翠微宫), là một hành cung địa phận thuộc phía Nam Tây An ngày nay. Trước khi lâm chung, ông mệnh Trưởng Tôn Vô Kỵ và Chử Toại Lương cùng phò trợ Thái tử Trị.
Khi nghe tin Đường Thái Tông băng hà, Thái tử Lý Trị cực kỳ bi thương, ôm Trưởng Tôn Vô Kị mà khóc. Trưởng Tôn Vô Kị trấn an, thỉnh Lý Trị xử lý chính sự lấy an trong ngoài, nhưng Lý Trị vẫn khóc không ngừng. Thế là Vô Kị bèn nói:"Bệ hạ đem tông miếu xã tắc giao phó điện hạ, ngài có thể nào chỉ biết khóc thút thít?". Sau đó, Vô Kị bí mật phát tang, giải quyết ổn thỏa khiến Thái tử tức tốc trở về kinh thành Trường An để đăng cơ.
Tháng 6 năm đó, Thái tử Lý Trị lên ngôi, tức Đường Cao Tông. Hoàng đế thăng cữu phụ Trưởng Tôn Vô Kỵ làm Thái úy, kiêm Đồng trung thư môn hạ Tam phẩm (同中書門下三品), lại kiêm Đô đốc Dương Châu, chủ trì triều chính. Lúc bấy giờ với thân phận cậu của Hoàng đế, Trưởng Tôn Vô Kị quyền uy rất lớn, là người tác động mạnh mẽ vị Hoàng để trẻ tuổi này, bản thân Cao Tông cũng ưu tiên nghe lời của Vô Kị nhất. Có người mưu cáo Vô Kị tạo phản, Cao Tông cũng thẳng thừng xử tử.

### Cuộc đại thanh trừng
Tháng 11 năm Vĩnh Huy thứ 3 (năm 652), dười đời vua Đường Cao Tông Lý Trị, cố đô Trường An xảy ra một vụ án kinh thiên động địa.
Lợi dụng vụ án này, Thái úy Trưởng Tôn Vô Kỵ đã gây ra một cuộc tàn sát đẫm máu trong lịch sử nhà Đường. Theo ghi chép lịch sử, đây chính là vụ "Phòng Di Ái mưu phản". Phòng Di Ái là con thứ của nguyên lão công thần triều Đường Phòng Huyền Linh. Vợ ông là con gái yêu của vua Lý Thế Dân – Công chúa Cao Dương. Được vua cha yêu chiều, nên Công chúa rất kiêu ngạo, hoang dâm vô độ. Sau khi Phòng Huyền Linh qua đời, Cao Dương mặc sức gây chuyện.
Không chỉ tranh cướp tài sản với con trưởng của dòng họ Phòng là Phòng Di Trực, Công chúa Cao Dương còn muốn tranh cướp tước vị Lương Quốc Công mà về lý, sau khi cha qua đời, Phòng Di Trực sẽ kế thừa. Phòng Di Trực không thể nhẫn nhịn thêm, liền đem chuyện tâu lên Hoàng đế. Khi đó, Đường Thái Tông còn tại thế, đã mắng con gái một trận thậm tệ. Từ đó, quan hệ giữa Công chúa Cao Dương và Phòng Di Trực từ đây tồn tại một nỗi hận thấu xương.
Sau khi Thái Tông qua đời, Lý Trị kế vị. Một hôm, công chúa Cao Dương đột nhiên chạy vào cung, tố cáo Phòng Di Trực bất nhã với mình. Trưởng Tôn Vô Kỵ tiếp nhận vụ án, điều tra xử lý.
Phòng Di Ái từng là tâm phúc của Ngụy Vương Lý Thái. Mặc dù không có bằng chứng cho thấy Phòng Huyền Linh nhập hội với Ngụy Vương, song sau khi Trưởng Tôn Vô Kỵ có công đưa Lý Trị lên ngôi, do Phòng Huyền Linh không đứng về phía ông, nên hai bên nảy sinh quan hệ thù địch. 3 năm đầu sau khi Lý Trị kế vị, Trưởng Tôn không lúc nào ngừng để mắt tới Phòng gia. Bất cứ ai chỉ cần đến gần Phòng Di Ái cũng trở thành kẻ thù của nhất phẩm Thái úy và đều bị liệt vào "danh sách đen", trong đó có cả các danh tướng khai quốc,  Phò mã Đô úy Tiết Vạn Triệt, Hình vương Lý Nguyên Cảnh, Phò mã Đô úy Sài Lệnh Vũ,...
Từ khi tiếp cận vụ án, Trưởng Tôn Vô Kỵ đã dùng các thủ đoạn để thực hiện âm mưu chính trị của mình. Một trong số đó là "khai quật" các vấn đề chính trị có liên quan đến công chúa Cao Dương và các đại thần, lập ra "án mưu phản". Sau khi ra lệnh bắt Phòng Di Ái với tội danh mưu phản, Trưởng Tôn dùng nhục hình, ép ông ta khai ra tất cả những người trong "danh sách đen" theo ý của mình.
Ba tháng sau, vụ án "Phòng Di Ái mưu phản" được định đoạt. Đối diện với kết quả thẩm lý, vua Cao Tông hết sức bàng hoàng. Ông không thể ngờ, từ một lời tố cáo bị quấy rối của Công chúa Cao Dương, lại liên lụy đến nhiều hoàng thân, quốc thích và các công thần đến vậy. Dưới sự cưỡng ép của Trưởng Tôn Vô Kỵ, Phòng Di Ái bị xử tử. Công chúa Cao Dương cũng được ban tội chết trong khi không ít người trong "danh sách đen" bị lưu đày. Phòng Di Trực vì có cha là khai quốc công thần, nên đã được miễn tội, giáng xuống làm thường dân.
Chỉ từ một vụ án nhỏ, Trưởng Tôn Vô Kỵ đã không cần tốn nhiều công sức để trừ khử tất cả những ai bị coi là đối thủ của mình. Cũng từ đây, quyền lực của ông liên tục củng cố trong suốt vài năm sau đó.

## Bị trục xuất
Sau khi Đường Cao Tông Lý Trị lên ngôi, sủng ái Võ tài nhân, vốn là phi tần của Đường Thái Tông. Năm Vĩnh Huy thứ 6 (655), Cao Tông lập Võ thị làm Hoàng hậu, bất chấp mọi can gián của Trưởng Tôn Vô Kỵ.
Khi ấy, Trưởng Tôn Vô Kỵ được coi là chướng ngại vật lớn nhất của Võ Hậu do nhiều lần can gián Cao Tông Lý Trị làm theo ý bà. Võ Hậu sau đó mật mưu cùng Hứa Kính Tông, vu cáo Trưởng Tôn Vô Kỵ ý đồ tạo phản, khiến ông bị đày đi Kiềm Châu (黔州; nay là Trùng Khánh, Bành Thủy). Đến năm 659 thì bị buộc tự sát. Không lâu sau, con cháu trong gia tộc vẫn được ra làm quan, nhưng dòng dõi Trưởng Tôn không còn thịnh đạt như trước nữa. Đến đời Đường Túc Tông, Hoàng đế khôi phục lại quan tước cho Vô Kỵ.

## Gia đình
- Phụ mẫu:
  - Phụ thân: Trưởng Tôn Thịnh (长孙晟), Tùy triều Hữu kiêu vệ Tướng quân. Thời kỳ Trinh Quán, truy tặng Tư không (司空), Tề quốc công (齐国公)
  - Mẫu thân: Cao thị, con gái Thứ sử Dương Châu nhà Tùy Cao Mại (高劢)
  - Em gái: Văn Đức Thuận Thánh Hoàng hậu Trưởng Tôn thị, Hoàng hậu của Đường Thái Tông Lý Thế Dân
- Con cái:
  - Trưởng Tôn Xung (長孫沖), quan đến Bí thư giám, lấy đích trưởng nữ của Đường Thái Tông Trường Lạc Công chúa (长乐公主), bái Phò mã Đô úy
  - Trưởng Tôn Hoán (长孙涣), quan đến Hồng lư Thiếu khanh, phong Thượng Đảng quận công (上党郡公)
  - Trưởng Tôn Tuấn (长孙濬), quan đến Thường Châu Thứ sử, phong An Khang huyện bá (安康县伯)
  - Trưởng Tôn Yêm (长孙淹), quan đến Trường Thủy huyện lệnh, phong An Thành huyện công (安城县公)
  - Trưởng Tôn Ôn (长孙温), quan đến Thượng y Trực trưởng
  - Trưởng Tôn Đạm (长孙澹), quan đến Thái tử Tẩy mã
  - Trưởng Tôn Tịnh (长孙净), quan đến Thượng y Phụng ngự
  - Trưởng Tôn Tự (长孙溆), quan đến Thành Châu Thứ sử
  - Trưởng Tôn Trạm (长孙湛), quan đến Tương Châu Thứ sử
  - Trưởng Tôn Tân (长孙津), quan đến Thượng y Phụng ngự
  - Trưởng Tôn Trạch (长孙泽), quan đến Tả thiên ngưu vệ Trường sử
  - Trưởng Tôn Nhuận (长孙润), quan đến Thái thường Thiếu khanh, phong Kim Thành huyện tử (金城县子)